# Jean Ier Doukas
Pour les articles homonymes, voir Jean Doukas.
Jean Ier Doukas (en grec :  Ἰωάννης Α' Δούκας) (1240-1289) est un chef de la Thessalie de 1268 à sa mort en 1289. Il est parfois appelé Jean Ange ou Jean Comnène-Doukas.

## Biographie
Jean Doukas était le fils illégitime de Michel II Doukas, despote d'Épire, et de sa maîtresse. Il était probablement plus âgé que d'autres enfants de son père.
Marié à la fille du valaque thessalien Taronas, Jean fut à la tête d'une armée largement composée de Valaques. 
Il participa en tant que commandant militaire aux opérations précédant la bataille de Pélagonie en 1259. Lors de cette bataille, son abandon de l'alliance formée par son père et constituée du prince d'Achaïe Guillaume II de Villehardouin, et du roi Manfred de Sicile contribua à la défaite que subirent les alliés par Jean Paléologue, frère de Michel VIII Paléologue. Cependant Jean Doukas se repentit de ses actions, et revint soutenir son père.
À la mort de son père Michel II Doukas vers 1268, Jean hérita des possessions de Thessalie et de la Grèce centrale avec pour capitale Néopatras. Jean essaya dans un premier temps une alliance avec l'Empire byzantin et reçut le titre de sebastokratōr  de Michel VIII quand ce dernier maria son neveu à la fille de Jean.
Néanmoins, Jean Ier Doukas resta opposé aux Byzantins et défit les armées envoyées pour le soumettre en 1273 et 1275, avec le soutien du duc d'Athènes lors de la deuxième tentative byzantine. Il rejoignit alors la coalition formée du despote d'Épire, de la Serbie, de la Bulgarie et de Charles d'Anjou pour la restauration de l'Empire latin. Lorsque Michel VIII tenta l'union des deux églises, Jean convoqua un synode où les anti-unionistes exilés de l'empire excommunièrent Michel VIII et le patriarche Jean XI Vekkos en 1277.
Une nouvelle invasion byzantine de la Thessalie eut lieu en 1277 et fut repoussée à Pharsale par Jean ; mais Nogaï Khan, chef mongol allié des Byzantins, pilla peu de temps après le territoire de Jean Doukas. En 1282, à la mort de Michel VIII, ce dernier projetait une nouvelle invasion du territoire de Jean. Mais l'accession au trône d'Andronic II Paléologue, un anti-unioniste, devait contribuer à améliorer les relations entre les deux pays. Cette possibilité fut ensuite ruinée par le demi-frère de Jean, Nicéphore Ier Doukas d'Épire : en 1283 ou 1284, Nicéphore et sa femme Anne Cantacuzène (nièce de Michel VIII) invitèrent Michel, le fils de Jean, en Épire en lui proposant leur fille (sa cousine) en mariage. Quand Michel arriva en Épire, il fut capturé et jeté en prison à Constantinople, où il mourut en 1307. Andronic simultanément lançait une invasion sur la Thessalie, mais ses troupes furent anéanties par le paludisme. Jean se vengea de la traîtrise de son demi-frère en envahissant l'Épire, et en saisissant plusieurs forteresses côtières. À la suite de cette expédition punitive, les relations entre Thessalie et Épire se sont de nouveau stabilisées.

## Famille
Par son mariage, Jean eut plusieurs fils dont :
- Michel Comnène, qui mourut en prison en 1307 ;
- Constantin Doukas, qui lui succéda à la tête de la Thessalie ;
- Théodore Ange, qui assista Constantin en devenant gouverneur de Thessalie ;
- Hélène Comnène, qui se maria avec Guillaume Ier de la Roche, prince d'Athènes, puis avec Hugues de Brienne, comte de Lecce ;
- une fille anonyme, qui se maria avec Andronic Tarchaneiotes, un neveu de Michel VIII ;
- une autre fille anonyme, qui se maria brièvement avec Stefan Uroš II Milutin, roi de Serbie ;
- une autre fille anonyme, fiancée au futur empereur Théodore Sviatoslav de Bulgarie.

## Sources
- John V.A. Fine Jr., The Late Medieval Balkans, Ann Arbor, 1987.
- Nicholas Cheetham, Mediaeval Greece, Yale University Press, 1981.
- D.I. Polemis, The Doukai, London, 1968.